# Ove Tjernberg

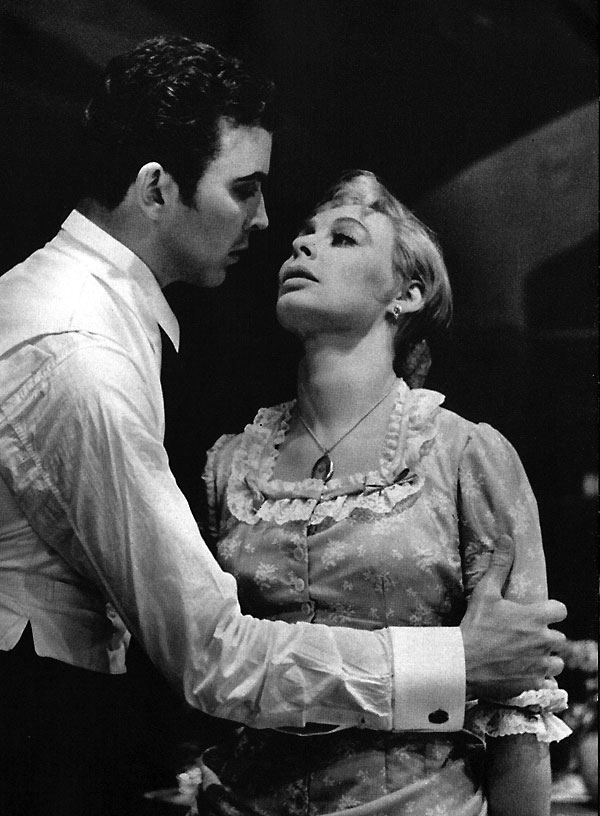
Ove Tjernberg y Gerd Hagman en La señorita Julia en 1955

Ove Tjernberg (27 de diciembre de 1928 - 7 de marzo de 2001) fue un actor de nacionalidad sueca.

## Biografía
Su nombre completo era Sten Ove Filip Tjernberg, y nació en Upsala, Suecia, siendo sus padres Filip Tjernberg y Kristina Sandström. Muy interesado en el teatro, cursó estudios dramáticos en 1946 en la Universidad de Upsala.
Se formó en la escuela del Stadsteater de Gotemburgo desde 1948, formando parte de su compañía entre los años 1951 y 1957. En 1958 llegó al Folkteatern, en la misma ciudad, en 1960 pasó al Stadsteater de Estocolmo, y a partir de 1966 actuó en el Dramaten. De orientación izquierdista, participó en producciones como Zigenare (1968) y Nils Johan Andersson, emitida en 1970 por la televisión.
En los años 1960 actuó en teatro televisado, y en la siguiente década llegó al Stadsteater de Upsala. Después actuó en Borås y en Gotemburgo, y en 1987 llegó al Norrbottensteatern. En esa época también estuvo ocasionalmente asociado con el Riksteatern.
Ove Tjernberg se casó por vez primera, entre 1954 y 1956, con la actriz Ann-Marie Gyllenspetz (1932–1999). Su segunda esposa, entre 1957 y 1973, fue la actriz Lena Söderblom (nacida en 1935). Se casó por tercera vez, entre 1976 y 1977, con la periodista y escritora Bodil Österlund (nacida en 1951). Desde 1978 a 1981 fue su esposa la socióloga Kristina Hallams (nacida en 1952). Estuvo casado una quinta vez, desde 1989 hasta su muerte, con Hjördis Berling (nacida en 1939). Además, estuvo un tiempo comprometido con la escritora Katarina Taikon (1932–1995). Fueron hijos suyos Angelica Ström, una profesora, y el músico Per Tjernberg.
Ove Tjernberg falleció en el año 2001 en Östhammar, Upsala.

## Filmografía (selección)
- 1952 : Ubåt 39
- 1957 : Synnöve Solbakken
- 1958 : Musik ombord
- 1962 : Chans
- 1964 : Bröllopsbesvär
- 1964 : Henrik IV
- 1964 : Älskling på vift
- 1965 : Morianerna
- 1965 : Nattcafé
- 1965 : Den nya kvinnan
- 1966 : Operation Argus (TV)
- 1969 : Res till Mallorca! (TV)
- 1970 : Reservatet
- 1973 : Någonstans i Sverige (TV)
- 1973 : Den vita stenen (TV-serie)
- 1973 : Mona och Marie (TV)
- 1976 : De lyckligt lottade (TV)
- 1977 : Hammarstads BK (TV)
- 1978 : Bomsalva
- 1978 : Järnspisrum
- 1981 : Pappa och himlen
- 1982 : Polisen som vägrade svara (TV)
- 1982 : Flygande service (TV)
- 1982 : Om kärlek är… (TV)
- 1982 : Flickan som inte kunde säga nej (TV)
- 1983 : Utflykten
- 1984 : Martin Frosts imperium (TV)
- 1985 : Rid i natt! (TV)
- 1988 : Träpatronerna (TV)
- 1989 : Glenn och Gloria
- 1993 : Blank päls och starka tassar (TV)
- 1994 : Läckan (TV)
- 1996 : Jägarna

## Teatro (selección)

### Actor
- 1948 : Tjuvarnas bal, de Jean Anouilh, dirección de Ingmar Bergman, Teatro Municipal de Gotemburgo[5]
- 1949 : Fröjd för stunden, de Noël Coward, dirección de Ernst Eklund, Lisebergsteatern
- 1950 : Guds ord på landet, de Ramón María del Valle-Inclán, dirección de Ingmar Bergman, Teatro Municipal de Gotemburgo[6]
- 1950 : Drömflickan, de Elmer Rice, dirección de Knut Ström, Teatro Municipal de Gotemburgo
- 1950 : Kärlek, de Kaj Munk, dirección de Torsten Hammarén, Teatro Municipal de Gotemburgo
- 1951 : El círculo de tiza caucasiano, de Bertolt Brecht, dirección de Bengt Ekerot, Teatro Municipal de Gotemburgo
- 1952 : El sueño de una noche de verano, de William Shakespeare, dirección de Knut Ström, Teatro Municipal de Gotemburgo
- 1952 : Den döda drottningen, de Henry de Montherlant, dirección de Bengt Ekerot, Teatro Municipal de Gotemburgo
- 1952 : I skvallerspegeln, de Samuel Spewack, dirección de Knut Ström, Teatro Municipal de Gotemburgo
- 1952 : Den yttersta dagen, de Stig Dagerman, dirección de Bengt Ekerot, Teatro Municipal de Gotemburgo
- 1953 : Trasiga änglar, de Albert Husson, dirección de Helge Wahlgren, Teatro Municipal de Gotemburgo
- 1953 : Hamlet, de William Shakespeare, dirección de Bengt Ekerot, Teatro Municipal de Gotemburgo
- 1953 : Así que pasen cinco años, de Federico García Lorca, dirección de Bengt Lagerkvist, Teatro Municipal de Gotemburgo
- 1953 : La dama del mar, de Henrik Ibsen, dirección de Torsten Hammarén, Teatro Municipal de Gotemburgo
- 1954 : Gustaf III, de August Strindberg, dirección de Bengt Lagerkvist, Teatro Municipal de Gotemburgo
- 1956 : A Electra le sienta bien el luto, de Eugene O'Neill, dirección de Åke Falck, Teatro Municipal de Gotemburgo
- 1957 : Isak Juntti hade många söner, Björn-Erik Höijer, dirección de Gunnar Ekström, Folkteatern[7]
- 1958 : Hjälten på den gröna ön, de John Millington Synge, dirección de Mats Johansson, Folkteatern[8]
- 1958 : Mannen, djuret och dygden, de Luigi Pirandello, dirección de Gunnar Ekström, Folkteatern[9]
- 1959 : Kapten Kid, de Tore Zetterholm, dirección de Mats Johansson, Folkteatern[10]
- 1959 : Romans på slottet, de Staffan Tjerneld y Kai Normann Andersen, dirección de Jackie Söderman, Folkteatern[11]
- 1969 : Pojken i sängen, de Vilgot Sjöman, dirección de Vilgot Sjöman, Scalateatern[12]

### Director
- 1952 : Albert och Julia, eller Kärleken efter döden, de Erik Johan Stagnelius, Atelierteatern[13]